# 5171 Augustesen
5171 Augustesen eller 1987 SQ3 är en asteroid i huvudbältet som upptäcktes den 25 september 1987 av den danska astronomen Poul Jensen vid Brorfelde-observatoriet. Den är uppkallad efter den danske astronomen Karl Augustesen.
Asteroiden har en diameter på ungefär 6 kilometer.